# 宝生あやこ
宝生 あやこ（ほうしょう あやこ、本名：八田 絢子（はった あやこ）、1917年〈大正6年〉12月15日 - 2015年〈平成27年〉9月8日）は、劇団手織座所属の女優。東京都出身。身長157cm・体重45kg。特技は日本舞踊・三味線・狂言。第15回芸術祭賞奨励賞受賞。紫綬褒章（1985年）。勲四等宝冠章（1992年）。夫は劇作家の八田尚之。
1954（昭和29）年、夫で劇作家の八田尚之と劇団手織座を結成。1964（昭和39）年の八田の死後、劇団代表を務める。
2015年9月8日午前5時5分、老衰のため東京都杉並区の自宅で死去。97歳没。

## 出演

### 舞台
- 桜の園
- よろこび
- 楢山節考
- ドライビング・ミス・デイジー
- 利久の妻
- お入学

### 映画
- 智恵子抄（1967年）
- あかね雲（1967年）
- 赤頭巾ちゃん気をつけて（1970年）
- 古都（1980年）
- エバラ家の人々（1991年）

### テレビドラマ
- 東芝日曜劇場（TBS / CBC）
  - 第213回「夫婦まつり」（1960年）
  - 第244回「女傑の村」（1961年）
  - 第254回「浅き夢みて」（1961年）
  - 第384回・第385回「愛と死をみつめて」（1964年）
  - 第460回「妻と母の間」（1965年）
  - 第462回「続・ママ日曜でありがとう」（1965年）
  - 第481回「片想い～姉妹の恋より～」（1966年）
  - 第520回「秋の蝶」（1966年）
  - 第524回「木枯の女」（1966年）
  - 第533回「早春の女」（1967年）
  - 第537回「熱い雪」（1967年）
  - 第543回「みずぐるま」（1967年）
  - 第560回「脱出」（1967年）
  - 第580回「結婚」（1968年）
  - 第591回「春あらし」（1968年）
  - 第596回「24才シリーズ その3 大空真弓　～結婚延期～」（1968年）
  - 第612回「小指」（1968年）
  - 第626回「どっきり花嫁（1）」（1968年）
  - 第636回「化粧」（1969年）
  - 第639回「二人だけの橋」（1969年）
  - 第646回「24才 その7」（1969年）
  - 第651回「どっきり花嫁 その二」（1969年）
  - 第670回「どっきり花嫁 その三」（1969年）
  - 第687回「男って女って…」（1970年）
  - 第695回「相聞歌」（1970年）
  - 第720回「花が実を結ぶとき」（1970年）
  - 第723回「下町の女－その一－女と足袋」（1970年）
  - 第731回「あたしとあなた その12 妻のお値段」（1970年）
  - 第746回「紬の里」（1971年）
  - 第771回「新しい日日」（1971年）
  - 第777回「おんなの気持」（1971年）
  - 第796回「もうひとつの愛」（1972年）
  - 第808回「ふたり」（1972年）
  - 第812回「夏の日の恋」（1972年）
  - 第825回「下町の女（5）」（1972年）
  - 第830回「湯の宿の女」（1972年）
  - 第839回「下町の女（6）」（1973年）
  - 第861回「下町の女（7）」（1973年）
  - 第863回「雨の日の恋」（1973年）
  - 第876回「ちいさい秋」（1973年）
  - 第881回「刀傷」（1973年）
  - 第912回「縁結び」（1974年）
  - 第914回「下町の女－その八－」（1974年）
  - 第943回「わが世の春」（1975年）
  - 第952回「冬の時刻表」（1975年） - 瑠璃 役
  - 第981回「海よわたしに愛を」（1975年）
  - 第1134回「露草のように」（1978年）
  - 第1138回「下町のひと」（1978年）
  - 第1191回「翔べイカロスの翼」（1979年）
  - 第1259回「愛情」（1981年）
  - 第1296回「孤独のなかみ」（1981年）
  - 第1319回「おんなの家（12）」（1982年）
  - 第1365回「岐れ路」（1983年）
  - 第1390回「真夏の約束」（1983年）
  - 第1418回「炎のオムレツ」（1984年）
  - 第1434回「嫁の心得 姑の心得」（1984年）
  - 第1743回「嘆きの仲人」（1990年）
- 特別機動捜査隊（NET）
  - 第79回「血と砂」（1963年）
  - 第261回「私は泣かない」（1966年）
- ポーラテレビ小説（TBS）
  - 三人の母(1968年 - 1969年） - まつ　役
  - 安ベエの海（1969年 - 1970年）
- 三匹の侍 第6シリーズ 第11話「あゝ武士道」（1968年、CX） - 尼僧 役
- お嫁さん 第7シリーズ（1969年- 70年、フジテレビ / 松竹）- 本間朋子
- 時間ですよ 第1シリーズ（1970年、TBS）
- 愛と死の砂漠（1971年、KTV）
- 女人平家（1971年、ABC） - 庵主　役
- ありがとう 第2シリーズ（1972年 - 1973年、TBS） - 宮川八十子 役
- 怪談 第8話「大奥あかずの間」（1972年、MBS） - 語り
- 寺内貫太郎一家 第30話（1974年、TBS）- 樫村夫人 役（ゲスト出演）
- 水戸黄門（TBS / C.A.L.）
  - 第6部 第3話「よみがえった男・人吉」（1975年） - 世津 役
  - 第14部 第4話「わがまま姑の嫁いびり・白石」（1983年） - おりん 役
  - 第15部 第27話「殿様騙した親不孝者・大垣」（1985年） - おかや 役
- 土曜ドラマ（NHK）
  - 紅い花（1976年4月3日）  - 金太郎アメの老婆 役
- 銀河テレビ小説（NHK）
  - 昭和の青春シリーズ3 春の谷間（1977年）- 青山きし子 役
- 女の顔（1977年、CX）
- おくどはん（1977年 - 1978年、ABC） - 西条あや 役
- 魂の試される時（1978年、CX） - 茂代 役
- 家族熱（1978年、TBS）- 尾崎松子 役
- 続・おくどはん（1979年、ABC） - 西条あや 役
- あめりか物語（1979年、NHK） - 菊地紋 役
- 土曜ワイド劇場（ANB / ABC）
  - 血痕 弘前大学教授夫人殺害事件 私は殺していない（1979年）
  - 京都殺人案内 嫁ぎ先の謎（1980年）
  - 家政婦は見た! エリート家族の浮気の秘密　みだれて…（1984年）
  - 嫁・姑殺人事件（1985年）
  - 雨の中の殺人者（1992年）
- 江差の女（1980年、THK）
- 木曜ゴールデンドラマ（YTV）
  - 妻のまごころ（1980年）
  - ママともう一度呼んで!（1981年）
  - 愛のともしび（1982年）
  - 運命の殺意（1982年）
  - まぼろしの初夜 -あゝ夫婦特攻-（1982年）
  - 死の彼方までも（1983年）
  - 女の中の炎（1984年）
  - 嫁たちの叛乱（1984年）
  - 嫁・姑の叛乱（1985年）
  - 嫁と姑の隣人戦争II（1985年）
  - お姑さんの叛乱（1986年）
  - 母の系図（1988年）
  - ご臨終、です!（1988年）
  - あやしい家族、です（1989年）
  - 母よ（1990年）
  - 涙色の金婚式（1991年）
- 火曜サスペンス劇場（NTV）
  - 女の中にいる他人（1981年）
  - 妻は告発する 我が子が誘拐死!復讐誓う母の悲しみ（1984年）
  - 愛する妻への遺書（1985年）
- 西武スペシャル『隣りの女 現代西鶴物語』（1981年5月1日、TBS） - 土佐森よね 役
- 裸の大将放浪記 第4話「悪いことをすると虫になるので」（1981年、KTV） - 旗持ちのおばさん 役
- 玉ねぎむいたら… 第18話（1981年、TBS）
- ゴールデンワイド劇場 第28作「妻の復讐」（1982年7月19日、ANB）
- 残照の中から（1983年4月3日、NHK）
- 大岡越前第7部 第3話「相合傘の女」（1983年、TBS / C.A.L.） - 綾乃 役
- 大奥 第42話「少女達の不良白書」（1984年、KTV） - 老松 役
- 宮本武蔵（1984年、NHK）- おりん 役
- 天使のアッパーカット（1986年、TBS） - 武村美樹の祖母 役
- 連続テレビ小説（NHK）
  - 都の風（1986年 - 1987年） - 竹田巴　役
  - 春よ、来い（1995年） - 花井くめ 役
- 見上げればいつも青空（1987年、YTV）
- ドラマチック22 秋に嫁ぐ日（1990年、TBS）
- 和宮様御留（1991年、ANB） - 勝光院 役
- 七人の女弁護士 第1シリーズ 最終話「非行主婦殺人事件!」（1991年、ANB） - 芦辺静 役
- はぐれ刑事純情派 第5シリーズ（1992年、ANB） - 垣花キヨ 役
- 存在の深き眠り（1996年、NHK） - 漆原節子 役
- 番茶も出花 第3話（1997年、TBS） - 加藤伸江　役
- 鶴亀ワルツ（1998年、NHK） - 照子 役
- おばあさんの反乱（2005年、EX） - 高梨美代 役

### その他の番組
- 一枚の写真